# Maisnier
Les maisniers (en néerlandais meiseniers) étaient, dans l'ancien droit du Duché de Brabant, des personnes qui, dans certaines localités, bénéficiaient d'un statut privilégié, à raison de leur ascendance.
Ce statut leur conférait certaines franchises fiscales et judiciaires qui plus tard ont été analysées comme présentant certaines analogies avec celles détenues par les bourgeois des villes.

## Privilèges
Des traités furent passés entre les ducs de Brabant et les seigneurs de Grimbergen. Le premier en date qui nous soit connu est celui passé le lundi avant la Saint Paul de l'année 1297 entre d'une part Jean, duc de Brabant, et d'autre part Godefroid, seigneur de Vianden, et Gérard d'Aa, tous deux seigneurs de Grimbergen, aux fins d'éclaircir les obscurités du statut de maisnier.
Ces privilèges furent à nouveau mentionnés en 1456 dans un accord entre le duc de Brabant Philippe le Bon et les seigneurs de Grimbergen qui étaient Jean, comte de Nassau et de Vianden, et Philippe de Glymes, chevalier, comme seigneurs du Pays de Grimbergen.
Notons aussi qu'il était possible de cumuler la qualité de bourgeois de Bruxelles avec celle de maisnier du Pays de Grimbergen.
Les privilèges d'un maisnier comprenaient : 
-	L’exonération des péages dans l'ensemble du duché de Brabant,
-	l'exonération de la mainmorte, ou l'exonération des droits de succession lors du décès d'un membre de leur famille,
-	l'exemption de corvées,
-	le droit d'être jugé uniquement dans le Brabant, là où l’acte délictueux est présumé avoir eu lieu.

## Inscription
Un maisnier devait se faire recenser officiellement. Cette inscription était effectuée par un acte scabinal, en présence d'au moins deux autres maisniers (apparentés au demandeur) appelés comme témoins (ce sont les stravers), devant les échevins du lieu. Les stravers avaient pour tâche d'attester cette ascendance de sang maisnier. Une ascendance tant du côté paternel que du côté maternel était valable pour être admis comme maisnier. Cette inscription était accompagnée d'une attestation (dite lettre des maisnie ou meiseniersbrief), qui était principalement délivrée par le banc échevinal de Grimbergen ou encore dans une moindre mesure de Buggenhout ou enfin de celui du château de Gaasbeek.
Bien que le statut soit beaucoup plus ancien, les lettres de maisnie conservées datent surtout de la période allant de 1500 à 1797. Les prérogatives des maisniers sont restées en vigueur jusqu'à la fin du XVIIIe siècle, c'est-à-dire jusqu'à la fin de l'Ancien Régime.

## Étymologie
On suppose que maisnier (ou meisenier en brabançon) dérive de mansionarius, le détenteur d'une mansus, à l'origine un terrain d'une superficie de douze bonniers. La ressemblance avec le nom de la commune de Meise est fortuite et le lien étymologique avec celui-ci est fictif.
À l'origine, le maisnier se distinguait du cossat, ou kossaat (peut-être lié au vieil allemand kot-zate, hut-house), qui désignait un plus petit agriculteur, et dans certaines régions du Brabant, le propriétaire d'un cheval de trait.

## Evolution du statut
À la fin de l'Ancien Régime, ce statut juridique avait perdu une grande partie de son importance originelle. Néanmoins, en raison de son prestigieux caractère, les descendants des maisniers se faisaient toujours recenser officiellement comme maisnier, même après l'annexion en 1795 des anciens Pays-Bas par la République française, jusqu'à leur cession en 1797 par le Traité de Campo Formio, année où l'on relève les dernières inscriptions.

## Survivance actuelle
De nos jours encore, de nombreuses familles connaissent cet ancien statut juridique et une association, la Genootschap van Meiseniers uit het land van  Grimbergen (Association des Maisniers du Pays de Grimbergen, qui est sous le patronage du prince Simon de Merode), délivre encore ces lettres de maisnie, certes dénuées de tout effet juridique, mais démontrant l'ascendance de sang maisnier.

## Recherches généalogiques
Les attestations de maisnie sont d'une importance exceptionnelle pour les recherches généalogiques dans la partie occidentale du Brabant flamand. Ces lettres de maisnie, publiées déjà en 1956 par le professeur Jan Lindemans (1888- 1963) sous le titre Van Meisenierbloed (De sang maisnier) ont été revues et complétées et sont consultables sur le site http://www.de-meiseniers.be/.